# Microsoft Expression
Microsoft Expression Studio（マイクロソフト エクスプレッション スタジオ）は、マイクロソフトのグラフィック・Webデザイン用ソフトウェアの統合パッケージである。XAMLへの対応が特徴。

## 概要
WPF、またその技術に基づくSilverlightを利用した、GUIのリッチなクライアントアプリケーション、リッチインターネットアプリケーションを制作することに特化されたオーサリングソフトウェアスイート。
WebオーサリンググラフィックツールのデファクトスタンダードであるアドビのAdobe IllustratorやAdobe Dreamweaver、Adobe Flashなどと競合する製品である。
アップグレード版の購入は旧バージョンの購入者だけでなく、競合製品の所有者でも購入できる。
その他、DreamSparkプログラムにおいても配布されている。
2012年12月、マイクロソフトは各製品に対する今後の方針を発表した。既にBlendについてはExpressionというブランドを外しBlend for Visual Studio 2012としてVisual Studio 2012に同梱されていたが、その他の製品について、今後は新バージョンの開発を行わないことと、現行バージョンの無償提供（Expression Encoder Proを除く）が発表された。

## 製品
- Blend for Visual Studio 2012
  - Visual Studio 2012 に同梱されている製品。製品名に「Expression」という名前はついていない。
  - Windows 8で使われるWindows ストア アプリおよび、Windows Phone SDKをインストールした場合は Windows Phone アプリのデザインをサポートする。
  - WPFやSilverlightのデザインは、Visual Studio 2012 Update 2 という更新プログラムで対応する予定であることが発表された。
  - 内部バージョンは 5。

スイート製品には以下のものが含まれる。
- Expression Blend （コードネーム:Sparkle）
  - ユーザーインターフェース設計ツール
  - Expression 3以降では、ユーザーインターフェイスのプロトタイプの作成を支援するSketchFlowが追加されている。
  - Expression Blendの機能のうち、Windows Phone 7のSilverlightで使用するユーザーインターフェイスの設計のみに制限したExpression Blend for Windows PhoneがWindows Phone Developer Toolsに同梱する形で無償提供されている。
- Expression Web （コードネーム:Quartz）
  - Webページ作成ツール
  - Microsoft FrontPageの後継製品
- Expression Web SuperPreview
  - Expression 3から追加された、Internet Explorerの各版やFirefoxとのページ表示を比較できるツール
  - Expression Web 3のSuperPreviewの機能のうち、Internet Explorerの各版の表示比較に限定した無償版が公開されている。
- Expression Encoder
  - Expression 2から追加された、音声、映像コンテンツを圧縮するためのメディアエンコードと、コンテンツのストリーミング配信を行うツール
  - Expression 3以降では、標準サポートされているVC-1 (Windows Media Video(WMV), Windows Media Audio(WMA))以外に、H.264/MPEG-4 AVCやAdvanced Audio Coding(AAC)のエンコードに対応する。
  - Expression 4以降では、VC-1以外のエンコードにも対応するものをExpression Encoder Proとして後述の無償版と区別している。2011年1月に公開されたSP1ではNVIDIA CUDAによるGPUエンコーディングがH.264に対応した。
  - 無償で公開されているWindows Media エンコーダ 9の後継製品という性質もあるため、WMV, WMAへのエンコードとストリーミング配信に対応した無償版のExpression Encoderが公開されている。
- Expression Encoder Screen Capture
  - Expression 3から追加された、Windowsデスクトップ上の画面やカメラ映像をキャプチャーするツール
  - 映像と音声をキャプチャーすることができる。作成されるファイルは独自形式(XESC)だが、Expression Encoderのインストールで登録されるコーデックにより、Expression Encoderで読み込むことができる。
  - 無償版のExpression Encoderには1回あたりのキャプチャー時間に制限を設けたScreen Captureを含んでいる。また、Expression Encoderをインストールしていない環境でScreen Captureの出力ファイルを読み取ることのできるコーデック(Expression Encoder Screen Capture Codec)も無償で公開されている。
- Expression Design （コードネーム:Acrylic）
  - ベクターイメージ編集ソフトウェア（ドローツール）
  - Creature House Expression（マイクロソフトが2003年9月に買収した香港Creature House社の製品）をベースにしている。
- Visual Studio Standard
  - ソフトウェア統合開発環境
  - Expression Studio 3以降は付属しない。無償で公開されているVisual Studio Express (Visual Basic Express, Visual C# Express)での代用が可能。

### 以前に存在した製品
- Expression Media
  - デジタル資産管理ツール
  - iView MediaPro（マイクロソフトが2006年6月27日に買収した英国iView Group社の製品）をベースにしている。
  - Mac OS X向けのOffice 2008にはExpression Media 2を含むエディションが存在する。

## バージョン
スイート製品、単体製品の項にはボリュームライセンスで提供されるものを含まない。
- Microsoft Expression - 2007年7月13日
  - Expression Studio（Blend, Web, Design, Media, Visual Studio 2005 Standardを含むスイート製品）
  - Expression Blend
  - Expression Web
  - Expression Media
- Microsoft Expression 2 - 2008年7月18日
  - Expression Studio 2（Blend, Web, Media, Encoder, Design, Visual Studio 2008 Standardを含むスイート製品）
  - Expression Blend 2
  - Expression Web 2
  - Expression Media 2
  - Expression Encoder 2
  - Expression Professional Subscription（Expression Studio, Office Standard, Office Visio Professional, Windows 各製品の最新版を提供するサブスクリプション製品（各製品は開発用途でのみ使用可能））
- Microsoft Expression 3 - 2009年11月6日
  - Expression Studio 3（Blend + SketchFlow, Web, Encoder, Designを含む上位スイート製品）
  - Expression Web 3（Web + SuperPreview, Encoder, Designを含むスイート製品）
  - Expression Encoder 3（Microsoft Storeでのダウンロード販売のみ）
  - Expression Professional Subscription
- Microsoft Expression 4 - 2010年9月3日
  - Expression Studio 4 Ultimate（Blend + SketchFlow, Web + SuperPreview, Encoder Pro, Designを含む上位スイート製品）
  - Expression Studio 4 Web Professional（Web + SuperPreview, Encoder（無償版相当）, Designを含むスイート製品）
  - Expression Encoder 4 Pro（Microsoft Storeでのダウンロード販売のみ）